# Lista över bästsäljande Gamecube-spel
Detta är en lista över Nintendo Gamecube-spel som har sålt eller skeppat minst en miljon exemplar

## Listan
| Titel                                  | År   | Sålda exemplar                                                                |
| -------------------------------------- | ---- | ----------------------------------------------------------------------------- |
| Super Smash Bros. Melee                | 2001 | 7,09 miljoner                                                                 |
| Mario Kart: Double Dash!!              | 2003 | 7 miljoner                                                                    |
| Super Mario Sunshine                   | 2002 | 6,31 miljoner                                                                 |
| The Legend of Zelda: The Wind Waker    | 2002 | 4,30 miljoner                                                                 |
| Luigi's Mansion                        | 2001 | 3,60 miljoner: 2,19 miljoner i USA, 348 918 i Japan, 100 000 i Storbritannien |
| Animal Crossing                        | 2001 | 3,15 miljoner: 1,68 miljoner i USA, 641 300 i Japan                           |
| Metroid Prime                          | 2002 | 2,82 miljoner                                                                 |
| Sonic Adventure 2: Battle              | 2001 | 2,56 miljoner: 1,44 miljoner i USA, 192 186 i Japan, 100 000 i Storbritannien |
| Pokémon Colosseum                      | 2003 | 2,54 miljoner: 1.15 miljoner i USA, 656 270 i Japan                           |
| Mario Party 4                          | 2002 | 2,47 miljoner: 1,1 miljoner i USA, 902 827 i Japan                            |
| Paper Mario: The Thousand-Year Door    | 2004 | 2,25 miljoner: 1,23 miljoner i USA, 409 600 i Japan                           |
| Mario Party 5                          | 2003 | 2,08 miljoner: 807 331 i USA, 697 462 i Japan                                 |
| Sonic Mega Collection                  | 2002 | 2,05 miljoner: 1,38 miljoner i USA, 72 967 i Japan                            |
| Star Fox Adventures                    | 2002 | 1,87 miljoner: 800 000 i USA, 259 069 i Japan                                 |
| Mario Party 7                          | 2005 | 1,86 miljoner                                                                 |
| Resident Evil 4                        | 2005 | 1,69 miljoner                                                                 |
| Mario Party 6                          | 2004 | 1,65 miljoner                                                                 |
| Pikmin                                 | 2001 | 1,63 miljoner: 680 000 i USA, 507 011 i Japan                                 |
| Kirby Air Ride                         | 2003 | 1,62 miljoner: 750 000 i USA, 422 311 i Japan                                 |
| Super Mario Strikers                   | 2005 | 1,61 miljoner                                                                 |
| Sonic Heroes                           | 2003 | 1,60 miljoner                                                                 |
| The Legend of Zelda: Twilight Princess | 2006 | 1,59 miljoner                                                                 |
| Mario Golf: Toadstool Tour             | 2003 | 1,53 miljoner: 1,03 miljoner i USA, 192 802 i Japan                           |
| Soul Calibur II                        | 2002 | 1,50 miljoner: 1 miljon i USA, 99 256 i Japan                                 |
| Resident Evil                          | 2002 | 1,42 miljoner                                                                 |
| Donkey Kong Jungle Beat                | 2004 | 1,34 miljoner                                                                 |
| Metroid Prime 2: Echoes                | 2004 | 1,33 miljoner                                                                 |
| Resident Evil 0                        | 2002 | 1,29 miljoner                                                                 |
| Sonic Adventure DX: Director's Cut     | 2003 | 1,27 miljoner                                                                 |
| Pokémon XD: Gale of Darkness           | 2005 | 1,25 miljoner                                                                 |
| Mario Power Tennis                     | 2004 | 1,22 miljoner                                                                 |
| Pikmin 2                               | 2004 | 1,20 miljoner                                                                 |
| Donkey Konga                           | 2004 | 1,15 miljoner                                                                 |
| Star Fox: Assault                      | 2004 | 1,08 miljoner                                                                 |

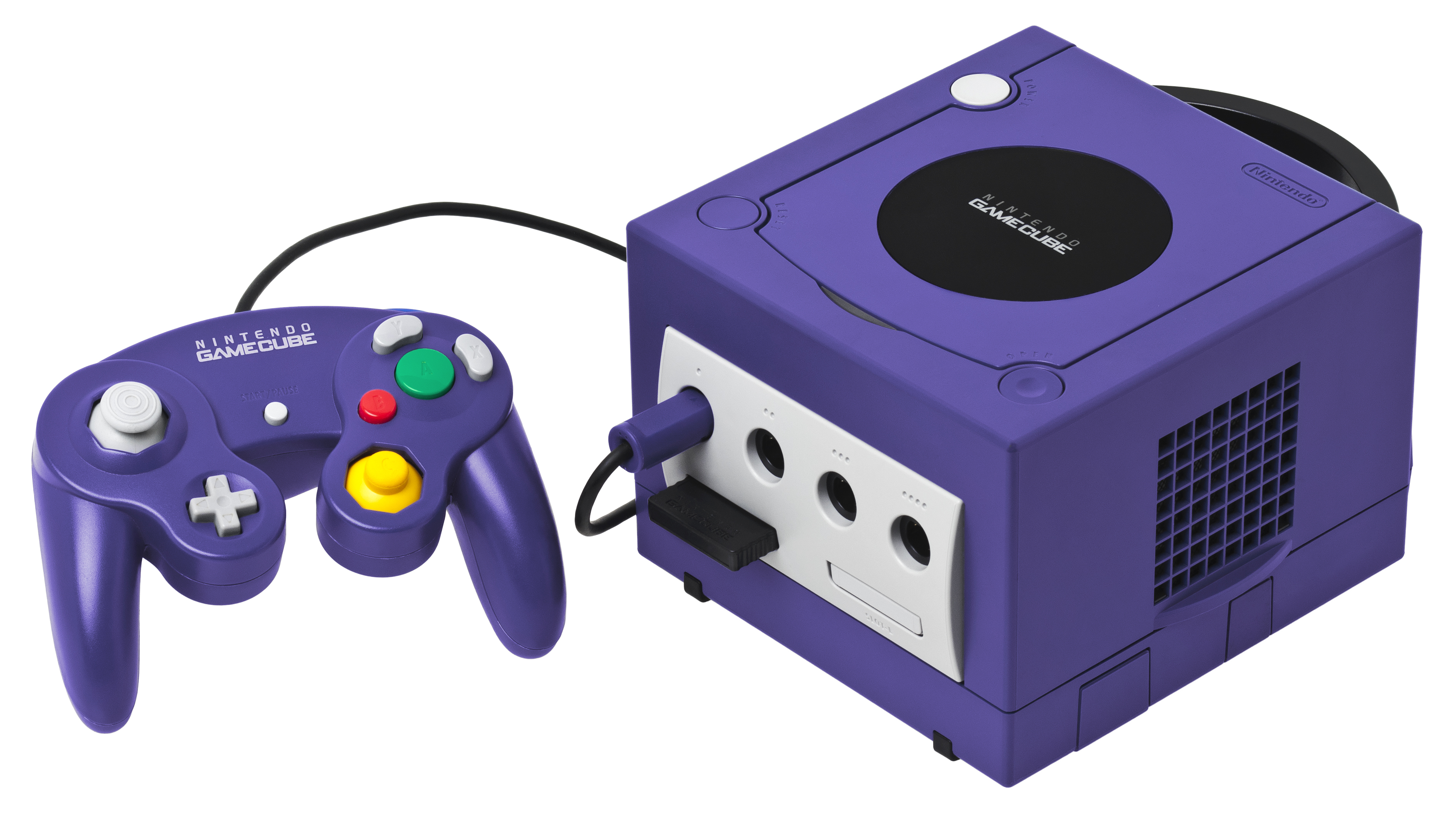
Nintendo Gamecube

Totalt antal sålda Nintendo Gamecube-spel sålda sedan 31 december 2009: 208,57 miljoner.